# Hermann Hahn
Hermann Hahn (Kloster Veilsdorf, 28 november 1868 – Pullach im Isartal, 18 augustus 1942) was een Duitse beeldhouwer.

## Leven en werk
Hahn volgde eerst een tekenopleiding bij Rudolf Oppenheim in Rudolstadt en studeerde van 1887 tot 1892 bij Wilhelm von Rümann aan de Akademie der Bildenden Künste in München. Hij maakte studiereizen naar Nederland, België, Engeland, Frankrijk en Griekenland en verbleef langduriger in Italië. Zijn werk was sterk beïnvloed door Adolf von Hildebrand.
In 1902 werd Hahn benoemd tot hoogleraar beeldhouwkunst aan de Münchener academie. Enkele van zijn leerlingen waren Anton Hiller, Toni Stadler, Georg Brenninger en Fritz Nuss. In 1919 werd hij benoemd tot lid van de Preußische Akademie.

## Werken (selectie)
- Fischerei (1894), Ludwigsbrücke in München (vernield)
- Moltke-Denkmal (1899), Chemnitz
- Liszt-Denkmal (1900), Park an der Ilm in Weimar
- Buste E. Wölfflin (1901)
- Bayern, Franken, Pfalz en Schwaben (1901), Luitpoldbrücke in München
- Luther-Denkmal (1903), Gedächtniskirche in Speyer
- Frauenbüste (1906), Glyptothek in München
- Jungfrau auf Einhorn (1907), Bavariapark in München
- Der junge Reiter (1908), Hamburger Kunsthalle in Hamburg
- Marcus-Brunnen (1909), Liebfrauenkirchhof in Bremen
- Buste Walther Rathenau (1909)
- Moltke-Denkmal (1909), Unser Lieben Frauen Kirche in Bremen
- Goethe-Monument (1912), Lincoln Park in Chicago
- Goethe-Denkmal (1919), Wiesbaden
- Rossebändiger(1928/31), Beeldenpark van de Pinakotheken München in München

## Fotogalerij

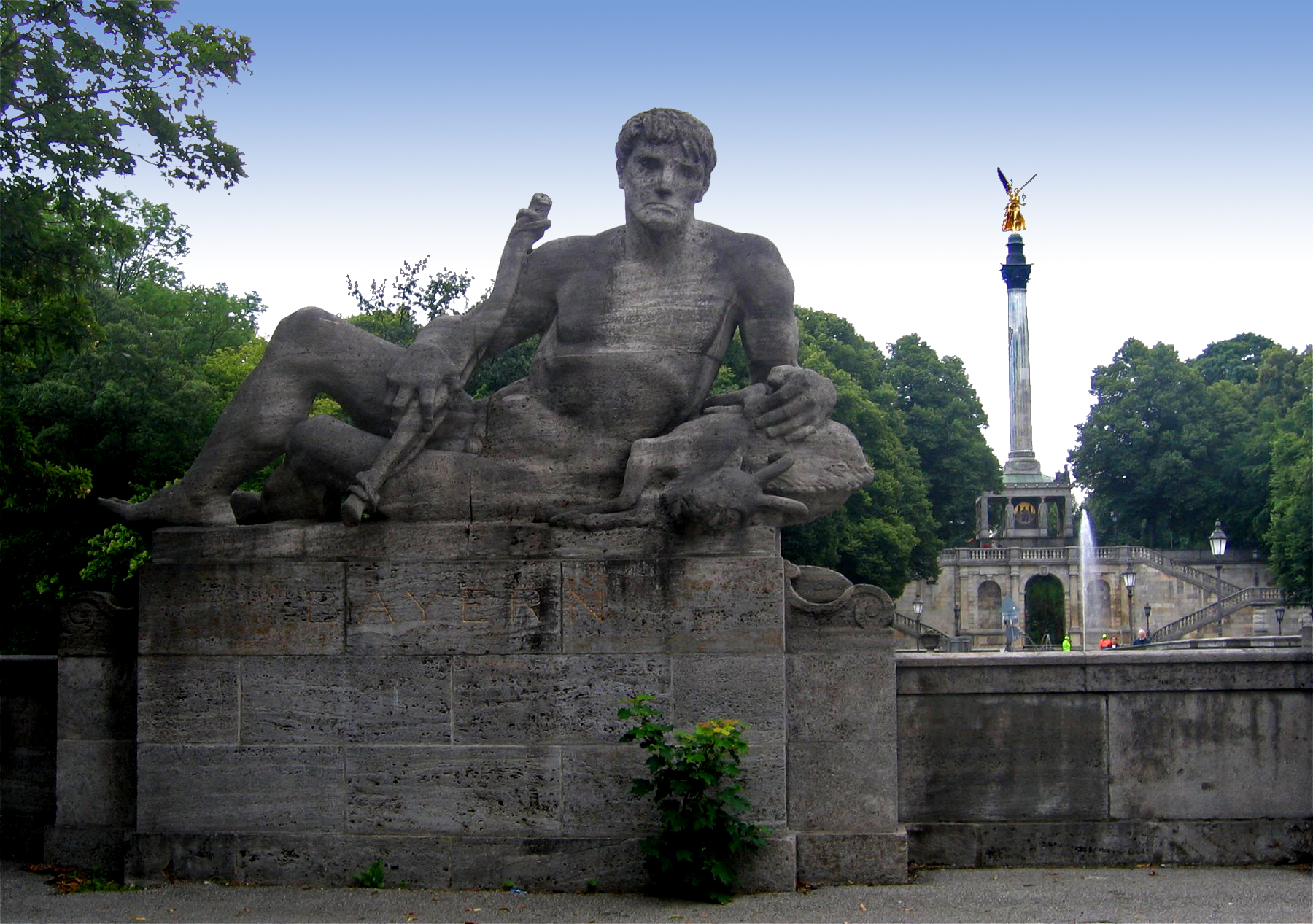
Bayern, München
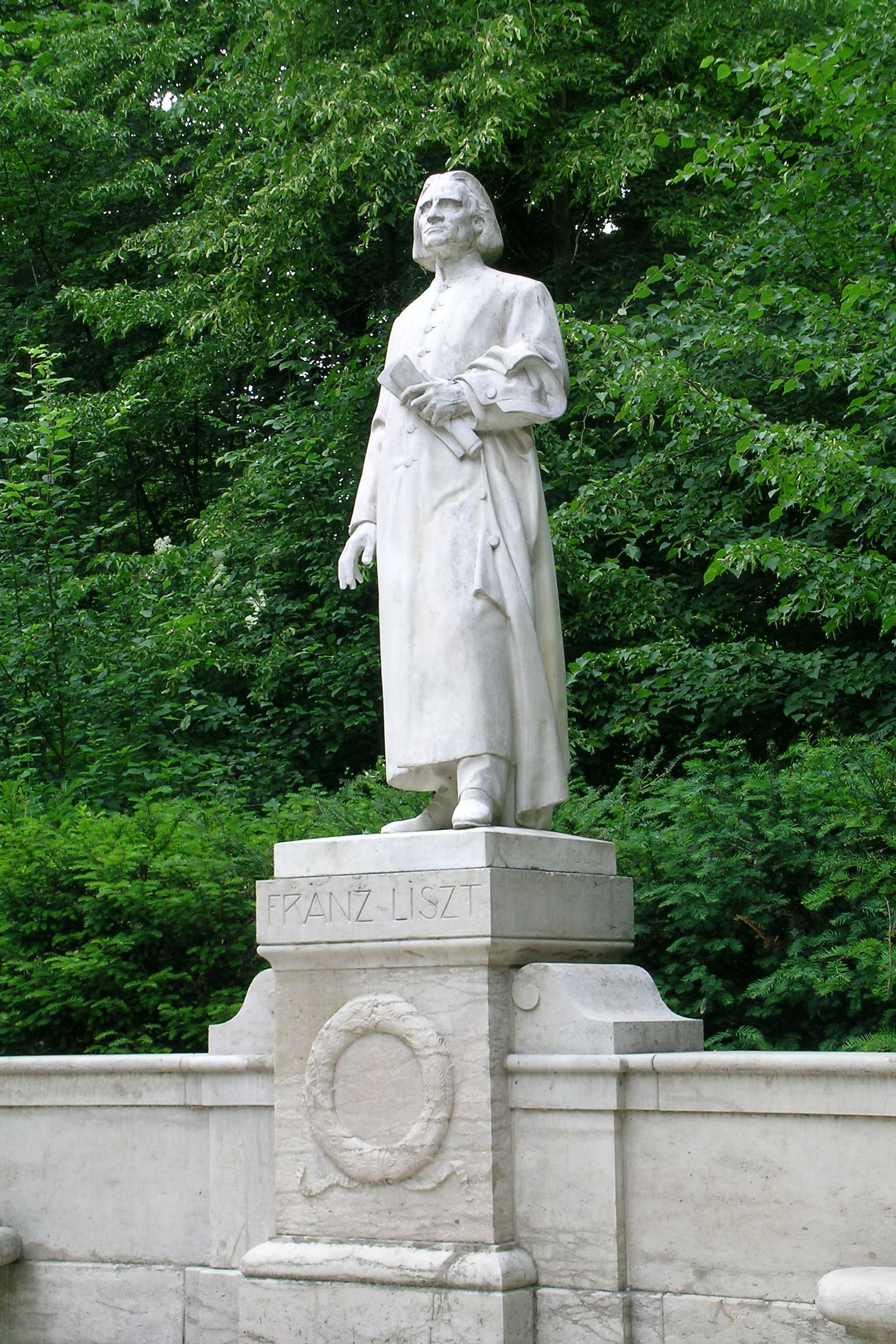
Liszt-Denkmal, Weimar
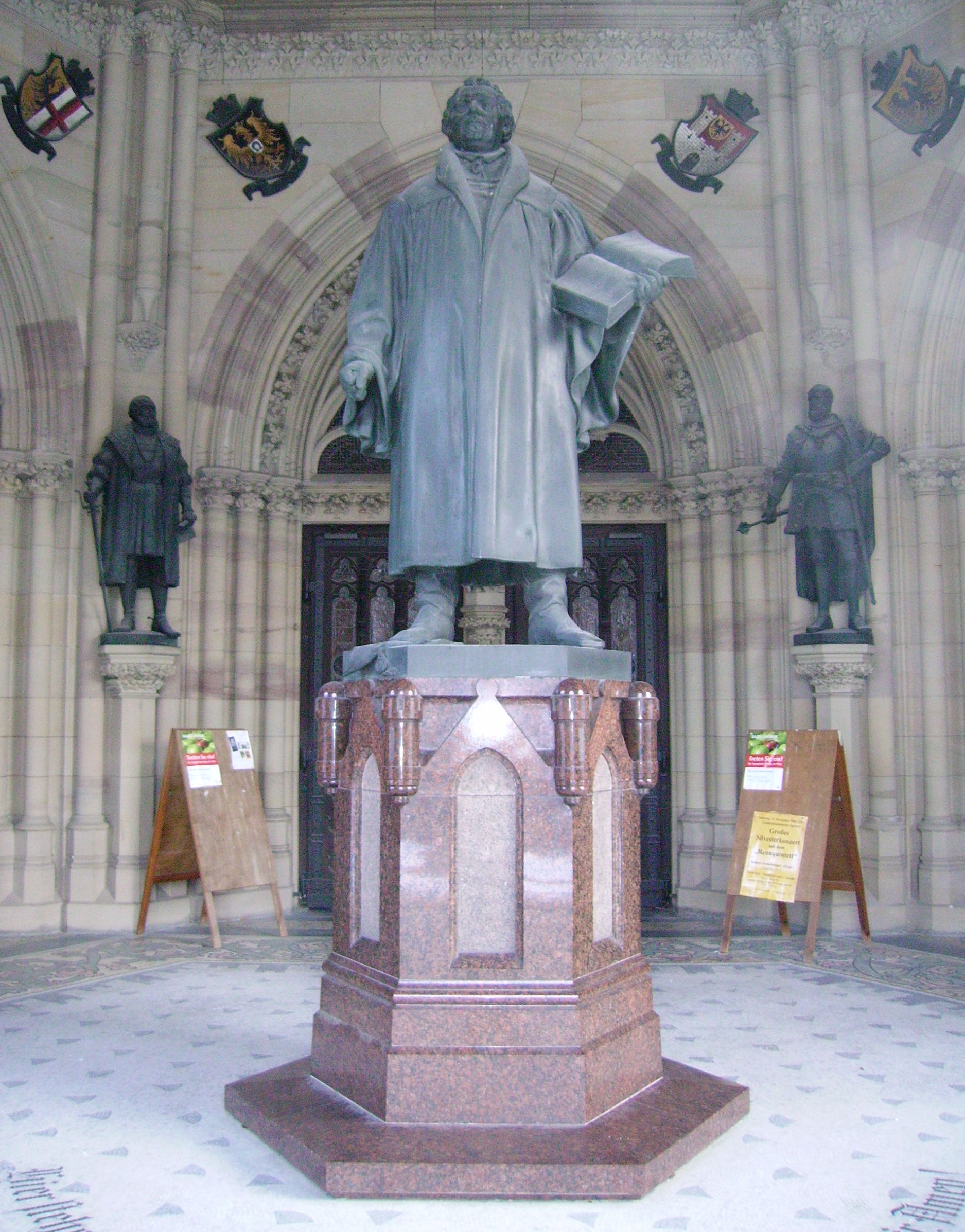
Luther Denkmal, Speyer
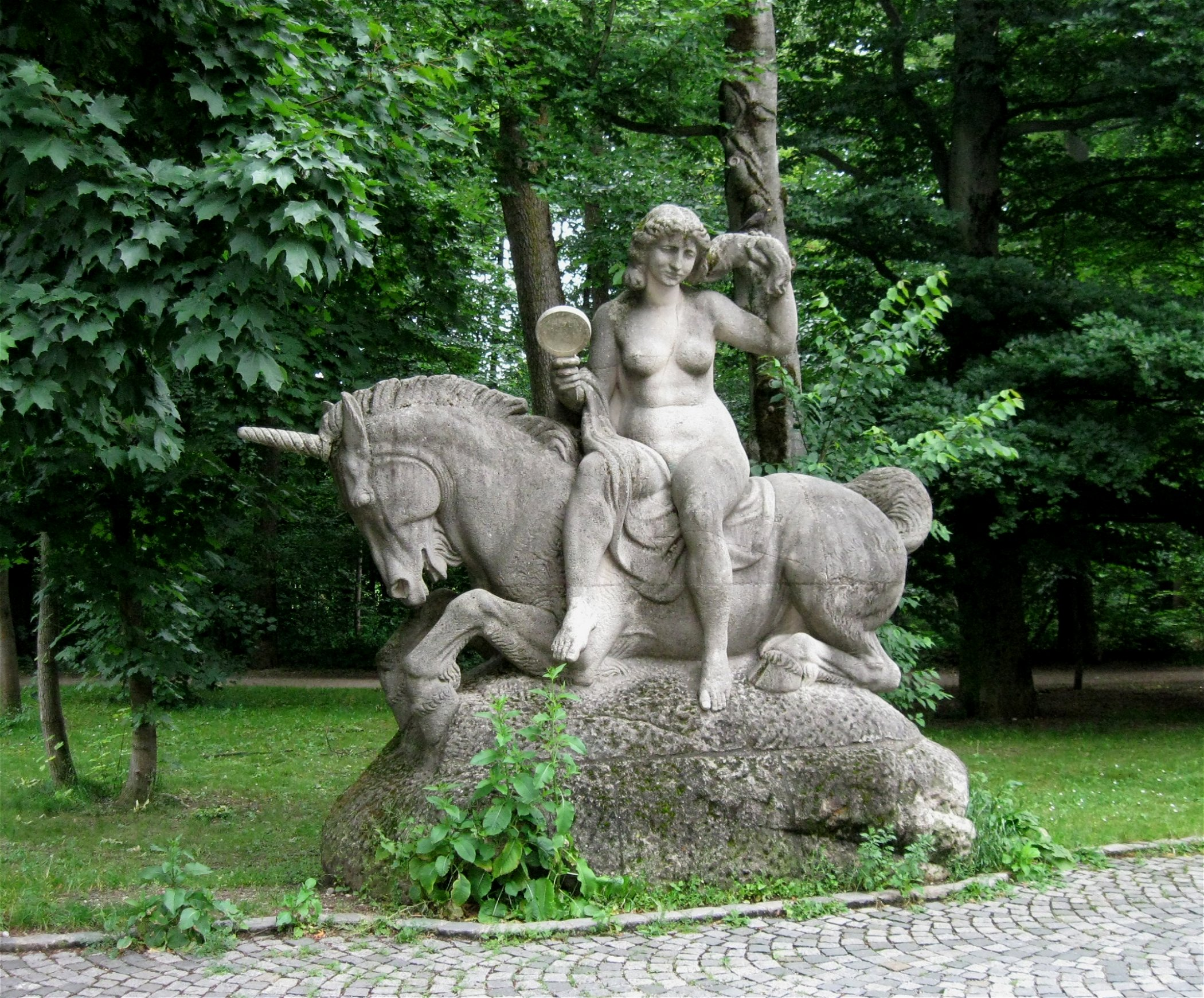
Jungfrau auf Einhorn, München
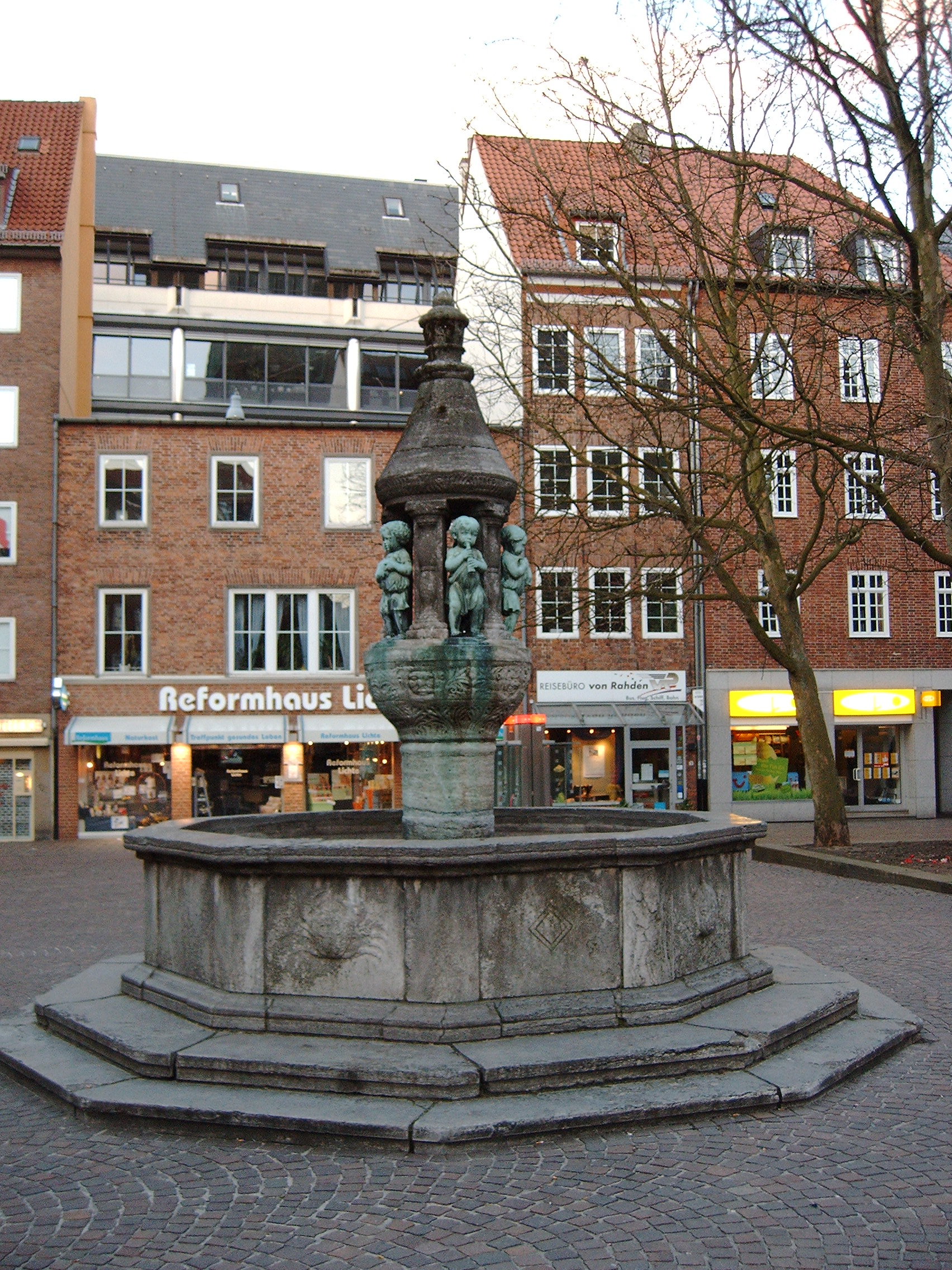
Marcus-Brunnen, Bremen
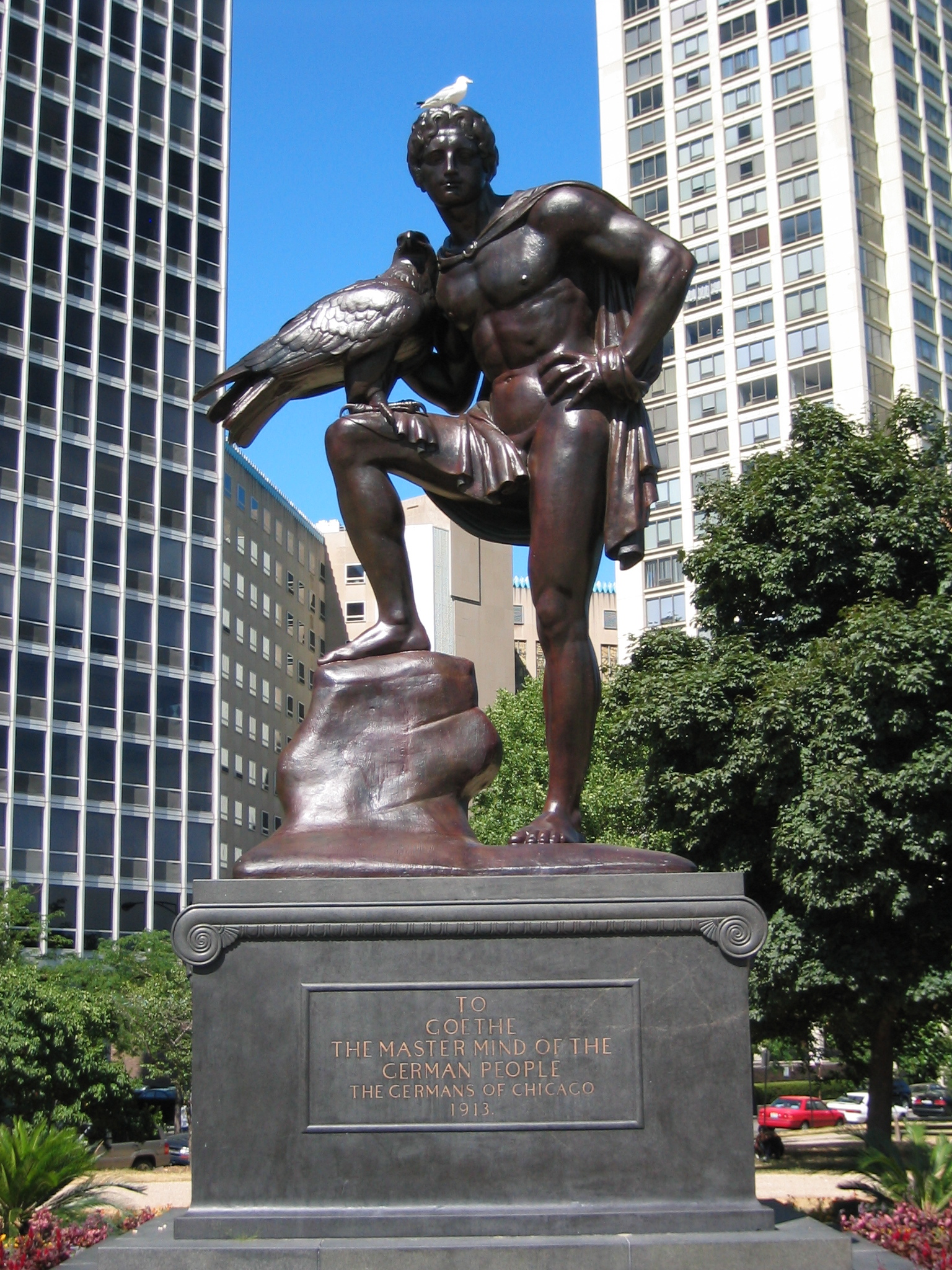
Goethe Monument, Chicago
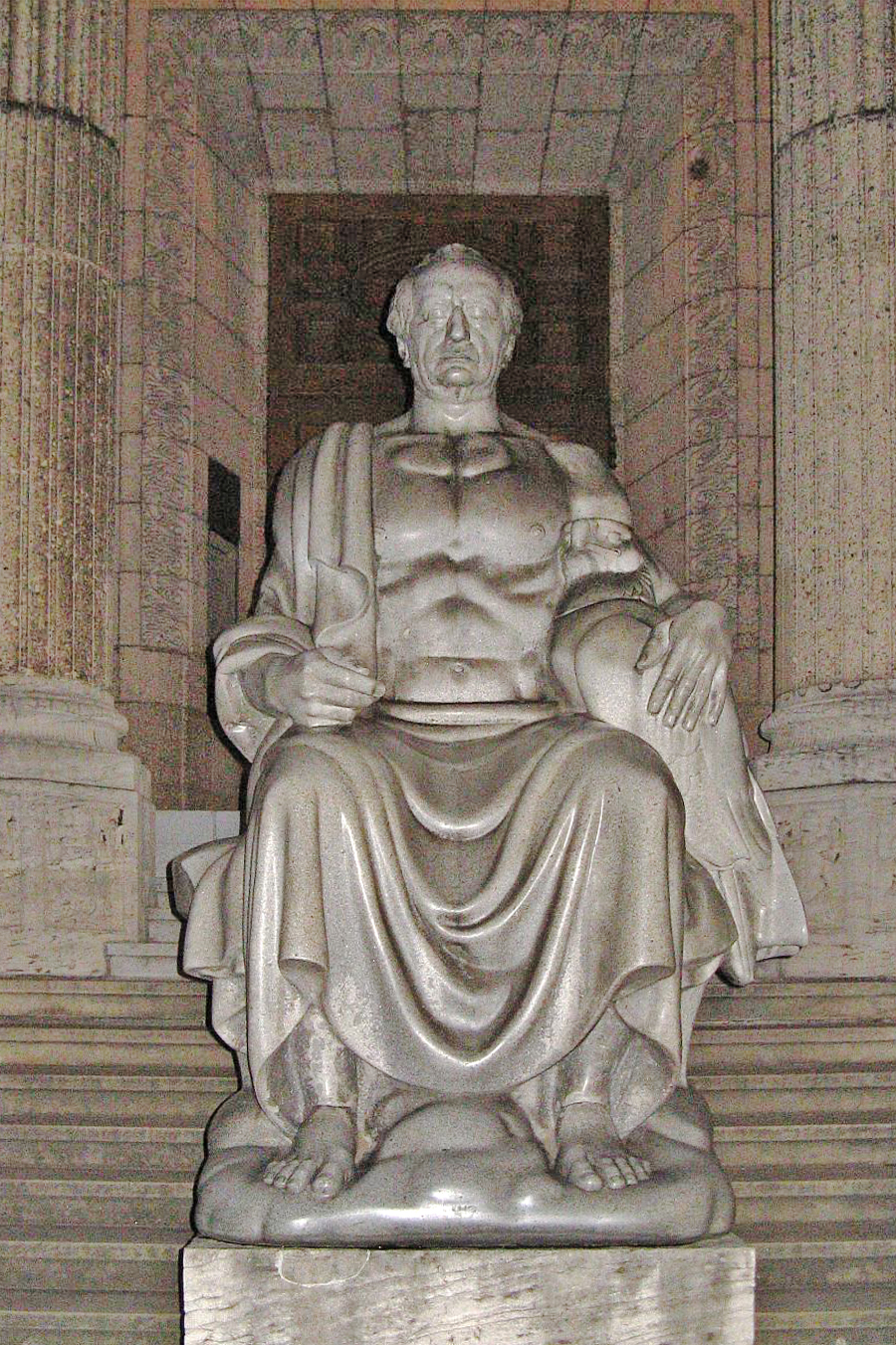
Goethe Denkmal, Wiesbaden
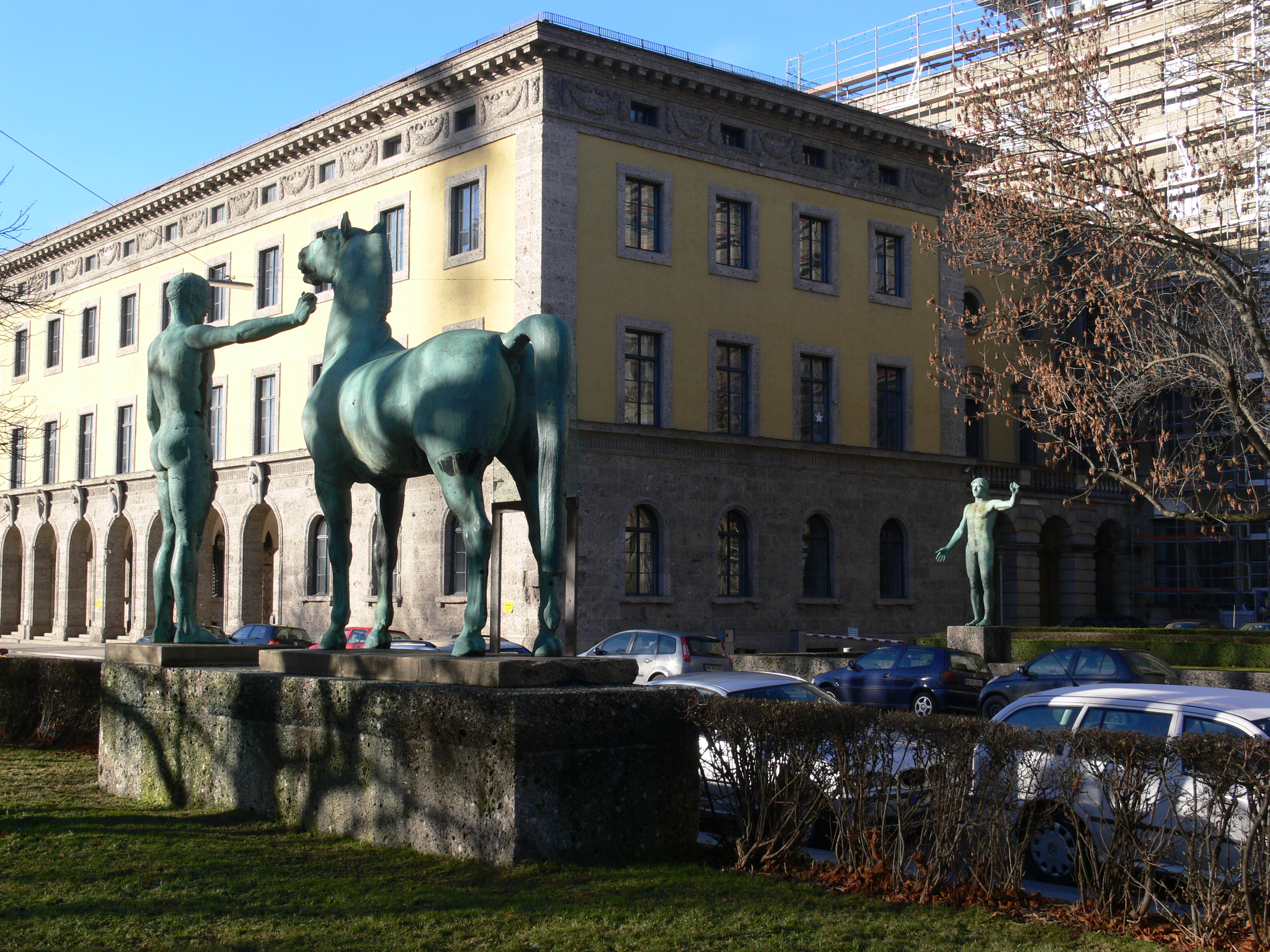
Rossebändiger, München